# Final Cut Server
Final Cut Server（ファイナル・カット・サーバ）はAppleのデジタルアセット管理(Final Cut Proファイルやプロジェクトの管理)とワークフロー自動化の為のサーバ・クライアントソフトウェアである。サーバはPostgreSQLベースであり、クライアントはJavaのプログラムである。
2007年4月15日に2007年夏にリリース予定と発表されたが、開発が大幅に遅れ、米国では2008年4月8日に、日本ではマルチバイト言語対応を計った1.1リリース後の2008年7月2日に発売が開始された。
2009年7月23日に、大幅に値下げされ、Unlimited クライアントのみとなったFinal Cut Server 1.5がリリースされた。
2011年6月に販売終了となった。
Appleが2006年12月に買収を発表したproximityの製品、artboxがベースである。